# Leseausgabe
Eine Leseausgabe ist eine Textedition ohne textkritischen Apparat oder Anmerkungen. Vorwort und/oder Nachwort des Herausgebers können aber enthalten sein. Eine Leseausgabe ist in der Regel nicht zitierfähig und erhebt keinen wissenschaftlichen Anspruch. Sie ist daher häufig preiswert und dient in erster Linie der Lektüre des Textes.